# Copa d'Àfrica de Nacions 1982
El 1982 es disputà la tretzena edició de la Copa d'Àfrica de Futbol a Líbia. Es mantingué el format de l'edició anterior. Ghana fou el campió perquè va derrotar Líbia en els penals (7-6), després d'empatar a 1 la final.

## Fase de classificació
Hi participaren aquestes 8 seleccions:
| Equips                  | Participacions anteriors                            | Millor resultat              |
| ----------------------- | --------------------------------------------------- | ---------------------------- |
| Algèria                 | 2 (1968 i 1980)                                     | Finalistes (1980)            |
| Camerun                 | 2 (1970 i 1972)                                     | Tercers (1972)               |
| Etiòpia                 | 8 (1957, 1959, 1962, 1963, 1965, 1968, 1970 i 1976) | Campions (1962)              |
| Ghana                   | 6 (1963, 1965, 1968, 1970, 1978 i 1980)             | Campions (1963, 1965 i 1978) |
| Líbia (amfitrió)        | Debutants                                           | Debutants                    |
| Nigèria (vigent campió) | 4 (1963, 1976, 1978 i 1980)                         | Campions (1980)              |
| Tunísia                 | 4 (1962, 1963, 1965 i 1978)                         | Finalistes (1965)            |
| Zàmbia                  | 2 (1974 i 1978)                                     | Finalistes (1974)            |

## Seus
| Trípoli           | TrípoliBengasiCopa d'Àfrica de Nacions 1982 (Líbia) | Bengasi           |
| Estadi 11 de juny | TrípoliBengasiCopa d'Àfrica de Nacions 1982 (Líbia) | Estadi 28 de març |
| Capacitat: 88.000 | TrípoliBengasiCopa d'Àfrica de Nacions 1982 (Líbia) | Capacitat: 55.000 |
|                   | TrípoliBengasiCopa d'Àfrica de Nacions 1982 (Líbia) |                   |

## Competició

### Primera fase

#### Grup A
| Pos | Equip     | PJ | PG | PE | PP | GF | GC | DG | Pts | Classificació          |
| --- | --------- | -- | -- | -- | -- | -- | -- | -- | --- | ---------------------- |
| 1   | Líbia (H) | 3  | 1  | 2  | 0  | 4  | 2  | +2 | 4   | Avança a la fase final |
| 2   | Ghana     | 3  | 1  | 2  | 0  | 3  | 2  | +1 | 4   | Avança a la fase final |
| 3   | Camerun   | 3  | 0  | 3  | 0  | 1  | 1  | 0  | 3   |                        |
| 4   | Tunísia   | 3  | 0  | 1  | 2  | 1  | 4  | −3 | 1   |                        |

| Líbia                       | 2–2     | Ghana                        |
| --------------------------- | ------- | ---------------------------- |
| Jaranah 58' · Al-Issawi 76' | Informe | Alhassan 28' · Opoku Nti 89' |

| Camerun    | 1–1     | Tunísia   |
| ---------- | ------- | --------- |
| M'Bida 50' | Informe | Gabsi 49' |

| Camerun | 0–0     | Ghana |
| ------- | ------- | ----- |
|         | Informe |       |

| Líbia                              | 2–0     | Tunísia |
| ---------------------------------- | ------- | ------- |
| Seddik 42' (p.p.) · Al-Bor'osi 89' | Informe |         |

| Ghana      | 1–0     | Tunísia |
| ---------- | ------- | ------- |
| Essien 28' | Informe |         |

| Líbia | 0–0     | Camerun |
| ----- | ------- | ------- |
|       | Informe |         |

#### Grup B
| Pos | Equip   | PJ | PG | PE | PP | GF | GC | DG | Pts | Classificació          |
| --- | ------- | -- | -- | -- | -- | -- | -- | -- | --- | ---------------------- |
| 1   | Algèria | 3  | 2  | 1  | 0  | 3  | 1  | +2 | 5   | Avança a la fase final |
| 2   | Zàmbia  | 3  | 2  | 0  | 1  | 4  | 1  | +3 | 4   | Avança a la fase final |
| 3   | Nigèria | 3  | 1  | 0  | 2  | 4  | 5  | −1 | 2   |                        |
| 4   | Etiòpia | 3  | 0  | 1  | 2  | 0  | 4  | −4 | 1   |                        |

| Nigèria                       | 3–0     | Etiòpia |
| ----------------------------- | ------- | ------- |
| Keshi 27', 84' · Adeshina 40' | Informe |         |

| Algèria       | 1–0     | Zàmbia |
| ------------- | ------- | ------ |
| Merzekane 85' | Informe |        |

| Zàmbia      | 1–0     | Etiòpia |
| ----------- | ------- | ------- |
| Munshya 68' | Informe |         |

| Algèria                      | 2–1     | Nigèria    |
| ---------------------------- | ------- | ---------- |
| Isima 44' (p.p.) · Assad 65' | Informe | Osigwe 40' |

| Algèria | 0–0     | Etiòpia |
| ------- | ------- | ------- |
|         | Informe |         |

| Zàmbia                                      | 3–0     | Nigèria |
| ------------------------------------------- | ------- | ------- |
| Kaumba 25' · Njovu 80' · Fregene 81' (p.p.) | Informe |         |

### Eliminatòries
|  | Semifinals        | Semifinals |                   |       | Final | Final |
|  |                   |            |                   |       |       |       |
|  | 16 març – Bengasi |            |                   |       |       |       |
|  |                   |            |                   |       |       |       |
|  | Ghana (pr.)       | 3          |                   |       |       |       |
|  | Ghana (pr.)       | 3          | 19 març – Trípoli |       |       |       |
|  | Algèria           | 2          |                   |       |       |       |
|  | Algèria           | 2          | Ghana (p.)        | 1 (7) |       |       |
|  | 16 març – Trípoli |            | Ghana (p.)        | 1 (7) |       |       |
|  |                   | Líbia      | 1 (6)             |       |       |       |
|  | Líbia             | Líbia      | 1 (6)             | 2     |       |       |
|  | Líbia             |            |                   | 2     |       |       |
|  | Zàmbia            | 1          |                   |       |       |       |
|  | Zàmbia            | 1          | Tercer lloc       |       |       |       |
|  |                   |            |                   |       |       |       |
|  | 18 març – Trípoli |            |                   |       |       |       |
|  |                   |            |                   |       |       |       |
|  | Algèria           | 0          |                   |       |       |       |
|  | Algèria           | 0          |                   |       |       |       |
|  | Zàmbia            | 2          |                   |       |       |       |

#### Semifinals
| Ghana                             | 3–2 (pr.) | Algèria                |
| --------------------------------- | --------- | ---------------------- |
| Alhassan 4', 103' · Opoku Nti 90' | Informe   | Zidane 29' · Assad 62' |

| Líbia               | 2–1     | Zàmbia     |
| ------------------- | ------- | ---------- |
| Al-Beshari 38', 84' | Informe | 29' Kaumba |

#### 3r i 4t lloc
| Zàmbia                  | 2–0     | Algèria |
| ----------------------- | ------- | ------- |
| Kaumba 2' · Munshya 25' | Informe |         |

#### Final
| Ghana                                                                     | 1–1     | Líbia                                                                                |
| ------------------------------------------------------------------------- | ------- | ------------------------------------------------------------------------------------ |
| Alhassan 35'                                                              | Informe | Al-Beshari 70'                                                                       |
| Tanda de penals                                                           |         |                                                                                      |
| Lamptey · Alhassan · Paha · Asaase · Abbrey · Mensah · Quarshie · Afriyie | 7–6     | Al-Beshari · Sola · Al-Ajeli · Ben-Suleiman · Al-Farjani · Ghonaïm · Jaranah · Zeiyu |

## Campió
| Guanyador de Copa d'Àfrica 1982 |
| ------------------------------- |
| · Ghana · Quart títol           |

## Golejadors
4 gols
- George Alhassan

3 gols
- Ali Al-Beshari
- Peter Kaumba

2 gols
- Salah Assad
- Samuel Opoku Nti
- Stephen Keshi
- Geofrey Munshya

1 gol
- Chaabane Merzekane
- Djamel Zidane
- Grégoire Mbida
- John Essien
- Faraj Al-Barasi
- Fawzi Al-Issawi
- Abdel Razak Jaranah
- Ademola Adeshina
- Emmanuel Osigwe
- Iron Njovu
- Kamel Gabsi

En pròpia porta
- Peter Fregene (contra Zàmbia)
- Okey Isima (contra Algèria)
- Kamel Seddik (contra Líbia)

## Equip ideal de la CAF
Porter
- Thomas N'Kono

Defenses
- Chaabane Merzekane
- Sampson Lamptey
- Haruna Yusif
- Ali Al-Beshari

Mitjos
- George Alhassan
- Samuel Opoku Nti
- Emmanuel Quarshie
- Fawzi Al-Issawi

Davanters
- Salah Assad
- Rabah Madjer